# دانشگاه قفقاز قارص
دانشگاه قفقاز قارص (ترکی استانبولی: Kafkas Üniversitesi) یک مؤسسه آموزش عالی دولتی است که در ۱۱ ژوئیه ۱۹۹۲ در شهر قارص، آناتولی شرقی در ترکیه تأسیس شد. این دانشگاه دارای شش دانشکده، سه مؤسسه، سه کالج، چهار کالج حرفه ای و چندین مرکز تحقیقاتی و کاربردی است.